# Форт Теремба
Форт Теремба — бывший форт и тюрьма, расположенный недалеко от Маиндоу в Новой Каледонии, который был построен для размещения заключенных, которые были доставлены для строительства канала Бурай-Булупарис. С форта открывается прекрасный вид на бухту Теремба. Форт находится в 124 километрах к северо-западу от Нумеа.
Крепость была укреплена после восстания канаков против французского колониального правления в 1878 году, когда они осадили тюрьму. Форт был закрыт в 1898 году.

## История
Строительство военного форта и тюрьмы вдоль бухты началось в 1871 году по просьбе губернатора Эжена Готье-де-ла-Ришери. Был направлен контингент из двадцати пяти осужденных с двумя надзирателями и тремя полицейскими, которые и построили крепость. Вокруг форта располагался небольшой городок с библиотекой, церковью, школой, почтовым отделением, телеграфом, рынком и причалом. После строительства форта, в то время как мужчины были заключены в тюрьму в недавно построенном Форте Теремба, женщины-заключенные содержались в тюрьме в Фонвари (также Панвари) в 6 км к северу от Ла-Фоа. За один раз тюрьма разместила 200 заключенных в лачугах (построенных из булыжников) за стенами форта, которые занимались строительством дорог, мостов и зданий.
Восстание канаков началось в Ла-Фоа, жандармы внутри форта были убиты, и восстание распространилось дальше на юг. Тем не менее, форт Теремба никогда не был взят, и в то время он был все ещё в очень хорошем состоянии. После восстания 1878 года военный форт был перестроен и укреплен. Чтобы противостоять власти колониальной администрации, губернатор Паллу-де-ла-Барьер впоследствии решил использовать заключенных для строительства дорог и инфраструктуры. В 1885 году Форт перешел под контроль тюремной администрации. Тем не менее, форт был заброшен в 1897 году, когда депортации из Франции подошли к концу.
К 1906 году форт оказался в запустении. Форт Теремба, долгое время остававшийся без внимания, был окончательно восстановлен в результате действий местной ассоциации Маргерит в 1984 году, которая создала «Центр интерпретации наследия в Новой Каледонии», раскинувшийся на территории площадью 11 га. Муниципалитет купил участок в 1987 году. Главное здание было реконструировано и в нём находится постоянная экспозиция по истории форта. Сторожевая башня, высокая каменная стена и гильотина являются спорным свидетелем истории форта. Из круглой башни форта открывается прекрасный вид на бухту Теремба и окрестности.
В 1989 году участок был классифицирован как исторический памятник. Каждый год световое и звуковое шоу, изображающее сцены жизни в то время, привлекало широкую аудиторию.